# Alfred Joachimi
Alfred Joachimi (* 20. März 1823 in Cöthen; † 26. Januar 1895 ebenda) war ein deutscher Jurist und Politiker. Er war Oberbürgermeister der Stadt Köthen und Abgeordneter des Landtags des Herzogtums Anhalt.

## Leben und Wirken
Er schlug nach dem Besuch des Gymnasiums in Zerbst und dem Studium der Rechtswissenschaften eine Verwaltungslaufbahn ein. Als ausgebildeter Jurist wurde er im September 1845 zum Regierungsadvokaten in Cöthen ernannt. Nach der Bildung des Kreisgerichts Cöthen 1850 wurde Joachimi Kreissekretär bei der Kreisdirektion Cöthen. 1852 stellte er sich zur Bürgermeisterwahl, die er gewann. 1853 erfolgte seine Amtseinführung. 1863 wurde ihm der Titel Oberbürgermeister verliehen. 1893 schied er aus dem Amt und erhielt den Titel Geheimer Regierungsrat verliehen.
Joachimi war u. a. Mitglied mehrerer Aufsichtsräte und Vorstände. Als Vertreter der Stadt Cöthen hatte er einen Sitz im Landtag des Herzogtums Anhalt.

## Ehrungen
- 1867: Preußischer Kronenorden 3. Klasse
- 1871: Preußischer Kronenorden 3. Klasse mit aufgelegtem roten Sanitätskreuz
- 1876: Goldene Gnadenkette (Amtskette) für verdiente Bürgermeister
- 1878: Herzoglicher Hausorden Albrechts des Bären I. Klasse